# Seleucia Pieria
Seleucia Pieria fue una antigua ciudad ubicada en la región de Siria, fundada en el año 300 a. C. por el rey Seleuco I, al norte de la desembocadura del río Orontes y a los pies de las últimas estribaciones de los montes Amanus (hoy Nur); en una llanura llamada Pieria por su semejanza con la región homónima de Macedonia.

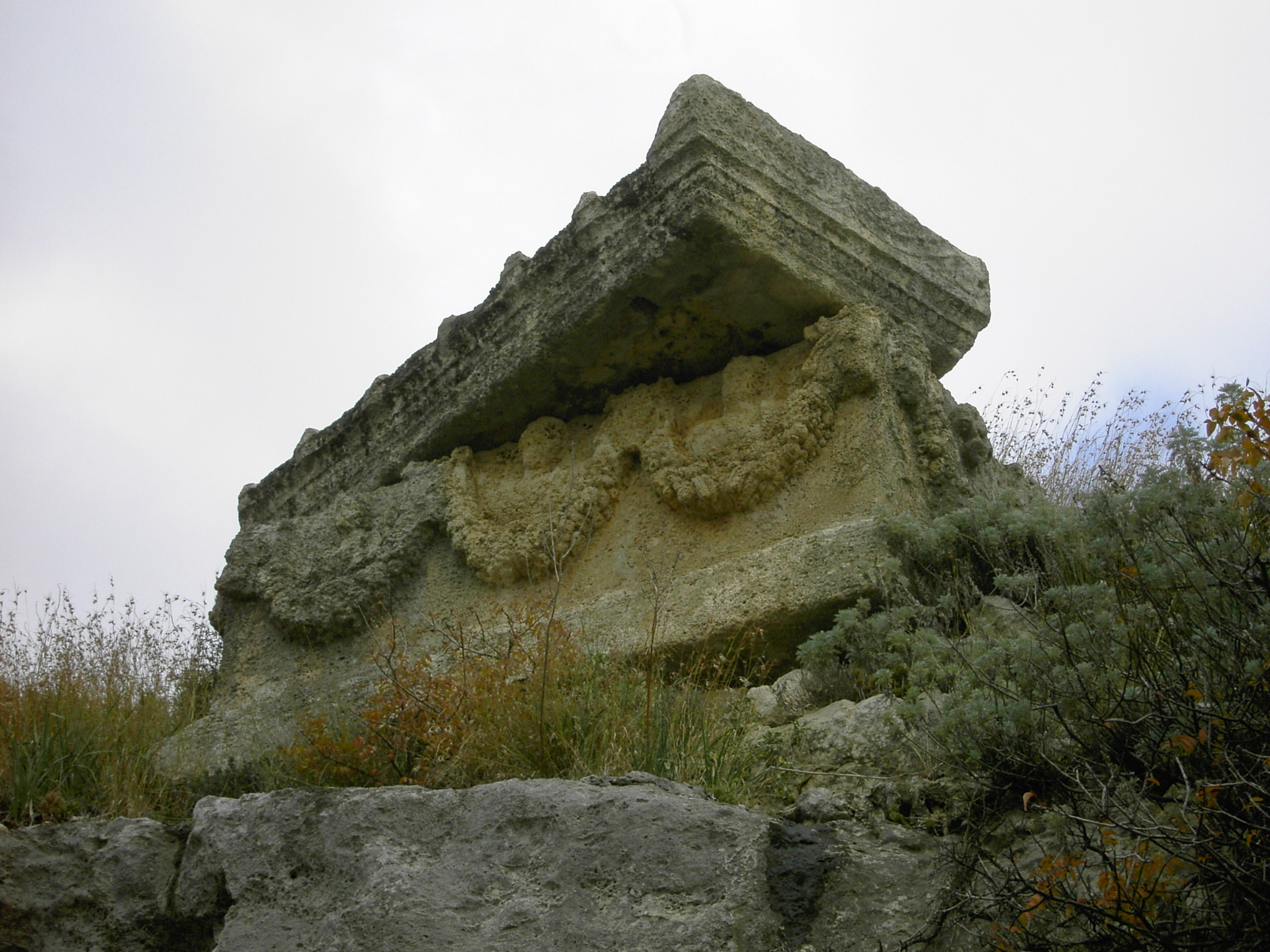
Un sarcófago romano en las colinas de la ciudad.

La ciudad se consolidó como puerto marítimo de Antioquía y formó junto a esta Laodicea y Apamea, la tetrápolis siria.
Durante las guerras sirias la ciudad adquirió gran importancia estratégica por ser clave para el control de la región y de todo el occidente del reino seleúcida.
En el 64 a. C. fue ocupada por las tropas de Pompeyo y quedó bajo el dominio romano, (Plinio el Viejo la cita),  y posteriormente bizantino. 
Hacia el siglo V d. C. la ciudad decayó a causa del bloqueo de su puerto por los sedimentos y los terremotos. Un nuevo fondeadero se estableció en San Simeón (actualmente Samandağ o Sūwaydīyah) a unos pocos kilómetros al sur, donde hoy se encuentra la pequeña población costera de Çevlik (nombre derivado de Seleucia). Allí se pueden visitar los numerosos restos arqueológicos que son prueba de su antigua grandeza.

## Historia de la Iglesia
Pablo de Tarso y Bernabé partieron de este puerto en su primer viaje misionero (Hechos 13:4). A partir del siglo II, el cristianismo estaba presente en la ciudad, si bien su primer obispo conocido es Zenobio, quien participó del Concilio de Nicea I en 325. Otros obispos fueron, durante el siglo IV Eusebio, un arriano y  Bizo. En el siglo VI, la Notitia Episcopatuum de Antioquía, nombra a Seleucia Pieria como arzobispado autocéfalo, sufragáneo de Antioquía (Echos d'Orient, X 144), la diócesis existió hasta el siglo X y actualmente es una sede titular de la Iglesia católica, con el nombre de diócesis Seleuciensis Pierius.